# 李鍾巖

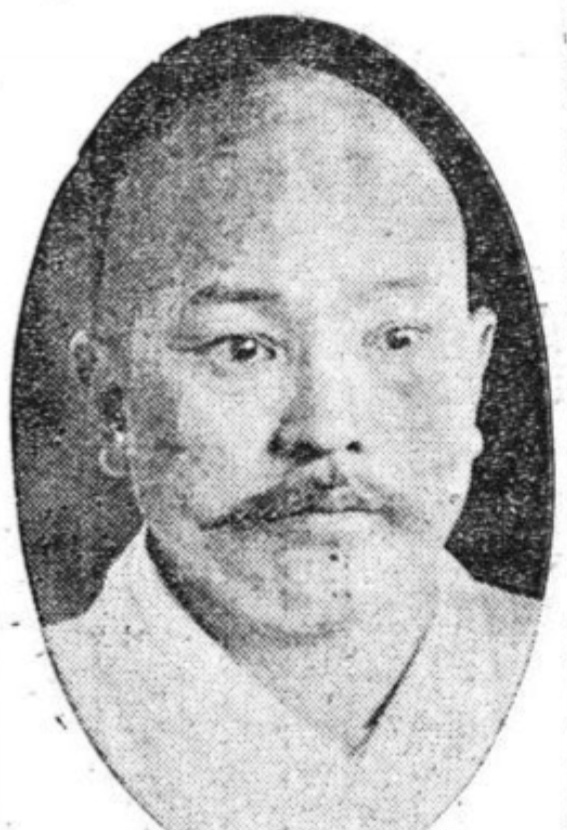
李钟岩

李钟岩（1896年1月12日—1930年5月28日），笔名梁健浩，是韓國獨立運動活動人士。

## 生平
李鍾巖生于庆尚北道大邱，1908年毕业于大邱普通學校，1910年毕业于大邱高等普農林學校。1913年，他转入釜山高等商業學校就读，但最终退学。1915年12月，他在大邱銀行任職。1917年2月辭職。
1917年5月，李鍾巖前往中華民國東北地區。1917年12月，李鍾巖本打算和其他人一起去美國留學，但由於此時美國介入第一次世界大戰，李鍾巖只好放棄。1918年2月，他來到奉天省通化縣，並在當地的武官學校就讀。 1919年三一運動爆發後，他從學校退學，並與金元鳳、李誠宇、黃尙奎等人組成義烈團，李鍾巖出任義烈團副團長。他還與金元鳳一同前往上海。 1922年3月，他與金元鳳、金益相、吳成崙等人決定在上海刺殺田中義一，但刺殺行動未能成功。李鍾巖被捕，不久越狱。之后李鍾巖回到朝鮮半島，但是又被日本警察盯上，並於1925年11月5日在慶尚北道達城郡達城面被捕。 1926年12月28日，大邱地方法院判處其13年有期徒刑，1930年5月28日，李鍾巖病逝於大邱監獄。

## 死后
1962年6月6日，李鍾巖被追授建国勋章。